# Pjalte-Bill
Pjalte-Bill er en amerikansk stumfilm fra 1918 af George Irving.

## Medvirkende
- Harold Lockwood - Walker Farr
- Pauline Curley - Kate Kilgour
- Stanton Heck - Simon Dodd
- William Clifford - Richard Dodd
- Bert Starkey - Etienne Pickerone